# Antoni Faus i Cerqueda
Antoni Faus i Cerqueda (Castellciutat -La Seu d'Urgell-, Alt Urgell, 1830 - ?, 1891) va fer la carrera eclesiàstica a la Seu d'Urgell i fou ordenat prevere l'any 1855. Fou germà de Ramon Faus i Cerqueda.
Fill de Joan Faus i Cervós i Rosa Cerqueda. Fou germà de Joan Faus i Cerqueda, Benet Faus i Cerqueda, Ramon Faus i Cerqueda, Marià Faus i Cerqueda i Maria Faus i Cerqueda (sacerdot).
Fou nomenat delegat a l'Assemblea de Manresa (1892).